# Major League Soccer de 2009
A temporada 2009 da Major League Soccer foi a décima quarta de sua história. Começou em 19 de março e terminou em 22 de Novembro, com o Real Salt Lake se consagrando campeão.

## Mudanças em relação a temporada 2008
As seguintes mudanças aconteceram da temporada 2008 para a temporada 2009:
- O Seattle Sounders Football Club estreou na competição como uma nova franquia da Conferência Oeste.
- Dois times assinaram com novos patrocinadores:
  - O Xbox 360 se tornou o patrocinador oficial do Seattle Sounder
  - Amway Global se tornou patrocinador oficial do San José Earthquakes
- Os dois melhores times de cada conferência se qualificavam automaticamente para os playoffs. Para complementar o resto das vagas, quatro equipes restantes seriam qualificadas por terem as melhores médias gerais, independente da conferência.
- Sigi Schmid não renovou o contrato com o Columbus Crew Soccer Club, sendo posteriormente contratado pelo Seattle Sounders.
- O Columbos Crew promoveu o seu assistente técnico, Robert Warzycha, para técnico principal.
- Depois de três temporadas, a MLS Reserve Division foi descontinuada. A competição voltaria a existir em 2011.

## Resultados
| Abreviação e significado das cores:: Chicago Fire - CHI • Chivas USA - CHV • Colorado Rapids - COL • Columbus Crew - CLB • D.C. United - DC FC Dallas - DAL • Houston Dynamo - HOU • Kansas City Wizards - KC • Los Angeles Galaxy - LA • New England Revolution - NE New York Red Bulls - NY • Real Salt Lake - RSL • San Jose Earthquakes - SJ • Seattle Sounders FC - SEA • Toronto FC - TOR Vitória • Derrota • Empate • Mandante | Abreviação e significado das cores:: Chicago Fire - CHI • Chivas USA - CHV • Colorado Rapids - COL • Columbus Crew - CLB • D.C. United - DC FC Dallas - DAL • Houston Dynamo - HOU • Kansas City Wizards - KC • Los Angeles Galaxy - LA • New England Revolution - NE New York Red Bulls - NY • Real Salt Lake - RSL • San Jose Earthquakes - SJ • Seattle Sounders FC - SEA • Toronto FC - TOR Vitória • Derrota • Empate • Mandante | Abreviação e significado das cores:: Chicago Fire - CHI • Chivas USA - CHV • Colorado Rapids - COL • Columbus Crew - CLB • D.C. United - DC FC Dallas - DAL • Houston Dynamo - HOU • Kansas City Wizards - KC • Los Angeles Galaxy - LA • New England Revolution - NE New York Red Bulls - NY • Real Salt Lake - RSL • San Jose Earthquakes - SJ • Seattle Sounders FC - SEA • Toronto FC - TOR Vitória • Derrota • Empate • Mandante | Abreviação e significado das cores:: Chicago Fire - CHI • Chivas USA - CHV • Colorado Rapids - COL • Columbus Crew - CLB • D.C. United - DC FC Dallas - DAL • Houston Dynamo - HOU • Kansas City Wizards - KC • Los Angeles Galaxy - LA • New England Revolution - NE New York Red Bulls - NY • Real Salt Lake - RSL • San Jose Earthquakes - SJ • Seattle Sounders FC - SEA • Toronto FC - TOR Vitória • Derrota • Empate • Mandante | Abreviação e significado das cores:: Chicago Fire - CHI • Chivas USA - CHV • Colorado Rapids - COL • Columbus Crew - CLB • D.C. United - DC FC Dallas - DAL • Houston Dynamo - HOU • Kansas City Wizards - KC • Los Angeles Galaxy - LA • New England Revolution - NE New York Red Bulls - NY • Real Salt Lake - RSL • San Jose Earthquakes - SJ • Seattle Sounders FC - SEA • Toronto FC - TOR Vitória • Derrota • Empate • Mandante | Abreviação e significado das cores:: Chicago Fire - CHI • Chivas USA - CHV • Colorado Rapids - COL • Columbus Crew - CLB • D.C. United - DC FC Dallas - DAL • Houston Dynamo - HOU • Kansas City Wizards - KC • Los Angeles Galaxy - LA • New England Revolution - NE New York Red Bulls - NY • Real Salt Lake - RSL • San Jose Earthquakes - SJ • Seattle Sounders FC - SEA • Toronto FC - TOR Vitória • Derrota • Empate • Mandante | Abreviação e significado das cores:: Chicago Fire - CHI • Chivas USA - CHV • Colorado Rapids - COL • Columbus Crew - CLB • D.C. United - DC FC Dallas - DAL • Houston Dynamo - HOU • Kansas City Wizards - KC • Los Angeles Galaxy - LA • New England Revolution - NE New York Red Bulls - NY • Real Salt Lake - RSL • San Jose Earthquakes - SJ • Seattle Sounders FC - SEA • Toronto FC - TOR Vitória • Derrota • Empate • Mandante | Abreviação e significado das cores:: Chicago Fire - CHI • Chivas USA - CHV • Colorado Rapids - COL • Columbus Crew - CLB • D.C. United - DC FC Dallas - DAL • Houston Dynamo - HOU • Kansas City Wizards - KC • Los Angeles Galaxy - LA • New England Revolution - NE New York Red Bulls - NY • Real Salt Lake - RSL • San Jose Earthquakes - SJ • Seattle Sounders FC - SEA • Toronto FC - TOR Vitória • Derrota • Empate • Mandante | Abreviação e significado das cores:: Chicago Fire - CHI • Chivas USA - CHV • Colorado Rapids - COL • Columbus Crew - CLB • D.C. United - DC FC Dallas - DAL • Houston Dynamo - HOU • Kansas City Wizards - KC • Los Angeles Galaxy - LA • New England Revolution - NE New York Red Bulls - NY • Real Salt Lake - RSL • San Jose Earthquakes - SJ • Seattle Sounders FC - SEA • Toronto FC - TOR Vitória • Derrota • Empate • Mandante | Abreviação e significado das cores:: Chicago Fire - CHI • Chivas USA - CHV • Colorado Rapids - COL • Columbus Crew - CLB • D.C. United - DC FC Dallas - DAL • Houston Dynamo - HOU • Kansas City Wizards - KC • Los Angeles Galaxy - LA • New England Revolution - NE New York Red Bulls - NY • Real Salt Lake - RSL • San Jose Earthquakes - SJ • Seattle Sounders FC - SEA • Toronto FC - TOR Vitória • Derrota • Empate • Mandante | Abreviação e significado das cores:: Chicago Fire - CHI • Chivas USA - CHV • Colorado Rapids - COL • Columbus Crew - CLB • D.C. United - DC FC Dallas - DAL • Houston Dynamo - HOU • Kansas City Wizards - KC • Los Angeles Galaxy - LA • New England Revolution - NE New York Red Bulls - NY • Real Salt Lake - RSL • San Jose Earthquakes - SJ • Seattle Sounders FC - SEA • Toronto FC - TOR Vitória • Derrota • Empate • Mandante | Abreviação e significado das cores:: Chicago Fire - CHI • Chivas USA - CHV • Colorado Rapids - COL • Columbus Crew - CLB • D.C. United - DC FC Dallas - DAL • Houston Dynamo - HOU • Kansas City Wizards - KC • Los Angeles Galaxy - LA • New England Revolution - NE New York Red Bulls - NY • Real Salt Lake - RSL • San Jose Earthquakes - SJ • Seattle Sounders FC - SEA • Toronto FC - TOR Vitória • Derrota • Empate • Mandante | Abreviação e significado das cores:: Chicago Fire - CHI • Chivas USA - CHV • Colorado Rapids - COL • Columbus Crew - CLB • D.C. United - DC FC Dallas - DAL • Houston Dynamo - HOU • Kansas City Wizards - KC • Los Angeles Galaxy - LA • New England Revolution - NE New York Red Bulls - NY • Real Salt Lake - RSL • San Jose Earthquakes - SJ • Seattle Sounders FC - SEA • Toronto FC - TOR Vitória • Derrota • Empate • Mandante | Abreviação e significado das cores:: Chicago Fire - CHI • Chivas USA - CHV • Colorado Rapids - COL • Columbus Crew - CLB • D.C. United - DC FC Dallas - DAL • Houston Dynamo - HOU • Kansas City Wizards - KC • Los Angeles Galaxy - LA • New England Revolution - NE New York Red Bulls - NY • Real Salt Lake - RSL • San Jose Earthquakes - SJ • Seattle Sounders FC - SEA • Toronto FC - TOR Vitória • Derrota • Empate • Mandante | Abreviação e significado das cores:: Chicago Fire - CHI • Chivas USA - CHV • Colorado Rapids - COL • Columbus Crew - CLB • D.C. United - DC FC Dallas - DAL • Houston Dynamo - HOU • Kansas City Wizards - KC • Los Angeles Galaxy - LA • New England Revolution - NE New York Red Bulls - NY • Real Salt Lake - RSL • San Jose Earthquakes - SJ • Seattle Sounders FC - SEA • Toronto FC - TOR Vitória • Derrota • Empate • Mandante | Abreviação e significado das cores:: Chicago Fire - CHI • Chivas USA - CHV • Colorado Rapids - COL • Columbus Crew - CLB • D.C. United - DC FC Dallas - DAL • Houston Dynamo - HOU • Kansas City Wizards - KC • Los Angeles Galaxy - LA • New England Revolution - NE New York Red Bulls - NY • Real Salt Lake - RSL • San Jose Earthquakes - SJ • Seattle Sounders FC - SEA • Toronto FC - TOR Vitória • Derrota • Empate • Mandante | Abreviação e significado das cores:: Chicago Fire - CHI • Chivas USA - CHV • Colorado Rapids - COL • Columbus Crew - CLB • D.C. United - DC FC Dallas - DAL • Houston Dynamo - HOU • Kansas City Wizards - KC • Los Angeles Galaxy - LA • New England Revolution - NE New York Red Bulls - NY • Real Salt Lake - RSL • San Jose Earthquakes - SJ • Seattle Sounders FC - SEA • Toronto FC - TOR Vitória • Derrota • Empate • Mandante | Abreviação e significado das cores:: Chicago Fire - CHI • Chivas USA - CHV • Colorado Rapids - COL • Columbus Crew - CLB • D.C. United - DC FC Dallas - DAL • Houston Dynamo - HOU • Kansas City Wizards - KC • Los Angeles Galaxy - LA • New England Revolution - NE New York Red Bulls - NY • Real Salt Lake - RSL • San Jose Earthquakes - SJ • Seattle Sounders FC - SEA • Toronto FC - TOR Vitória • Derrota • Empate • Mandante | Abreviação e significado das cores:: Chicago Fire - CHI • Chivas USA - CHV • Colorado Rapids - COL • Columbus Crew - CLB • D.C. United - DC FC Dallas - DAL • Houston Dynamo - HOU • Kansas City Wizards - KC • Los Angeles Galaxy - LA • New England Revolution - NE New York Red Bulls - NY • Real Salt Lake - RSL • San Jose Earthquakes - SJ • Seattle Sounders FC - SEA • Toronto FC - TOR Vitória • Derrota • Empate • Mandante | Abreviação e significado das cores:: Chicago Fire - CHI • Chivas USA - CHV • Colorado Rapids - COL • Columbus Crew - CLB • D.C. United - DC FC Dallas - DAL • Houston Dynamo - HOU • Kansas City Wizards - KC • Los Angeles Galaxy - LA • New England Revolution - NE New York Red Bulls - NY • Real Salt Lake - RSL • San Jose Earthquakes - SJ • Seattle Sounders FC - SEA • Toronto FC - TOR Vitória • Derrota • Empate • Mandante | Abreviação e significado das cores:: Chicago Fire - CHI • Chivas USA - CHV • Colorado Rapids - COL • Columbus Crew - CLB • D.C. United - DC FC Dallas - DAL • Houston Dynamo - HOU • Kansas City Wizards - KC • Los Angeles Galaxy - LA • New England Revolution - NE New York Red Bulls - NY • Real Salt Lake - RSL • San Jose Earthquakes - SJ • Seattle Sounders FC - SEA • Toronto FC - TOR Vitória • Derrota • Empate • Mandante | Abreviação e significado das cores:: Chicago Fire - CHI • Chivas USA - CHV • Colorado Rapids - COL • Columbus Crew - CLB • D.C. United - DC FC Dallas - DAL • Houston Dynamo - HOU • Kansas City Wizards - KC • Los Angeles Galaxy - LA • New England Revolution - NE New York Red Bulls - NY • Real Salt Lake - RSL • San Jose Earthquakes - SJ • Seattle Sounders FC - SEA • Toronto FC - TOR Vitória • Derrota • Empate • Mandante | Abreviação e significado das cores:: Chicago Fire - CHI • Chivas USA - CHV • Colorado Rapids - COL • Columbus Crew - CLB • D.C. United - DC FC Dallas - DAL • Houston Dynamo - HOU • Kansas City Wizards - KC • Los Angeles Galaxy - LA • New England Revolution - NE New York Red Bulls - NY • Real Salt Lake - RSL • San Jose Earthquakes - SJ • Seattle Sounders FC - SEA • Toronto FC - TOR Vitória • Derrota • Empate • Mandante | Abreviação e significado das cores:: Chicago Fire - CHI • Chivas USA - CHV • Colorado Rapids - COL • Columbus Crew - CLB • D.C. United - DC FC Dallas - DAL • Houston Dynamo - HOU • Kansas City Wizards - KC • Los Angeles Galaxy - LA • New England Revolution - NE New York Red Bulls - NY • Real Salt Lake - RSL • San Jose Earthquakes - SJ • Seattle Sounders FC - SEA • Toronto FC - TOR Vitória • Derrota • Empate • Mandante | Abreviação e significado das cores:: Chicago Fire - CHI • Chivas USA - CHV • Colorado Rapids - COL • Columbus Crew - CLB • D.C. United - DC FC Dallas - DAL • Houston Dynamo - HOU • Kansas City Wizards - KC • Los Angeles Galaxy - LA • New England Revolution - NE New York Red Bulls - NY • Real Salt Lake - RSL • San Jose Earthquakes - SJ • Seattle Sounders FC - SEA • Toronto FC - TOR Vitória • Derrota • Empate • Mandante | Abreviação e significado das cores:: Chicago Fire - CHI • Chivas USA - CHV • Colorado Rapids - COL • Columbus Crew - CLB • D.C. United - DC FC Dallas - DAL • Houston Dynamo - HOU • Kansas City Wizards - KC • Los Angeles Galaxy - LA • New England Revolution - NE New York Red Bulls - NY • Real Salt Lake - RSL • San Jose Earthquakes - SJ • Seattle Sounders FC - SEA • Toronto FC - TOR Vitória • Derrota • Empate • Mandante | Abreviação e significado das cores:: Chicago Fire - CHI • Chivas USA - CHV • Colorado Rapids - COL • Columbus Crew - CLB • D.C. United - DC FC Dallas - DAL • Houston Dynamo - HOU • Kansas City Wizards - KC • Los Angeles Galaxy - LA • New England Revolution - NE New York Red Bulls - NY • Real Salt Lake - RSL • San Jose Earthquakes - SJ • Seattle Sounders FC - SEA • Toronto FC - TOR Vitória • Derrota • Empate • Mandante | Abreviação e significado das cores:: Chicago Fire - CHI • Chivas USA - CHV • Colorado Rapids - COL • Columbus Crew - CLB • D.C. United - DC FC Dallas - DAL • Houston Dynamo - HOU • Kansas City Wizards - KC • Los Angeles Galaxy - LA • New England Revolution - NE New York Red Bulls - NY • Real Salt Lake - RSL • San Jose Earthquakes - SJ • Seattle Sounders FC - SEA • Toronto FC - TOR Vitória • Derrota • Empate • Mandante | Abreviação e significado das cores:: Chicago Fire - CHI • Chivas USA - CHV • Colorado Rapids - COL • Columbus Crew - CLB • D.C. United - DC FC Dallas - DAL • Houston Dynamo - HOU • Kansas City Wizards - KC • Los Angeles Galaxy - LA • New England Revolution - NE New York Red Bulls - NY • Real Salt Lake - RSL • San Jose Earthquakes - SJ • Seattle Sounders FC - SEA • Toronto FC - TOR Vitória • Derrota • Empate • Mandante | Abreviação e significado das cores:: Chicago Fire - CHI • Chivas USA - CHV • Colorado Rapids - COL • Columbus Crew - CLB • D.C. United - DC FC Dallas - DAL • Houston Dynamo - HOU • Kansas City Wizards - KC • Los Angeles Galaxy - LA • New England Revolution - NE New York Red Bulls - NY • Real Salt Lake - RSL • San Jose Earthquakes - SJ • Seattle Sounders FC - SEA • Toronto FC - TOR Vitória • Derrota • Empate • Mandante | Abreviação e significado das cores:: Chicago Fire - CHI • Chivas USA - CHV • Colorado Rapids - COL • Columbus Crew - CLB • D.C. United - DC FC Dallas - DAL • Houston Dynamo - HOU • Kansas City Wizards - KC • Los Angeles Galaxy - LA • New England Revolution - NE New York Red Bulls - NY • Real Salt Lake - RSL • San Jose Earthquakes - SJ • Seattle Sounders FC - SEA • Toronto FC - TOR Vitória • Derrota • Empate • Mandante |
| Club | Partida | Partida | Partida | Partida | Partida | Partida | Partida | Partida | Partida | Partida | Partida | Partida | Partida | Partida | Partida | Partida | Partida | Partida | Partida | Partida | Partida | Partida | Partida | Partida | Partida | Partida | Partida | Partida | Partida | Partida |
| Club | 1 | 2 | 3 | 4 | 5 | 6 | 7 | 8 | 9 | 10 | 11 | 12 | 13 | 14 | 15 | 16 | 17 | 18 | 19 | 20 | 21 | 22 | 23 | 24 | 25 | 26 | 27 | 28 | 29 | 30 |
| --- | --- | --- | --- | --- | --- | --- | --- | --- | --- | --- | --- | --- | --- | --- | --- | --- | --- | --- | --- | --- | --- | --- | --- | --- | --- | --- | --- | --- | --- | --- |
| Chicago Fire | DAL | DC | NY | SJ | KC | CLB | SEA | NE | TOR | NY | CHV | DAL | HOU | DC | COL | CLB | SJ | SEA | RSL | HOU | KC | LA | COL | DC | RSL | CLB | TOR | LA | NE | CHV |
| Chicago Fire | 3-1 | 1-1 | 0-1 | 3-3 | 2-2 | 2-2 | 1-1 | 1-1 | 2-0 | 1-0 | 3-2 | 3-0 | 1-0 | 1-2 | 2-1 | 0-0 | 0-2 | 0-0 | 0-1 | 2-3 | 2-0 | 2-0 | 2-3 | 1-0 | 1-1 | 2-2 | 2-2 | 0-1 | 0-0 | 0-1 |
| Chivas USA | COL | DAL | CLB | LA | SEA | TOR | DAL | SJ | RSL | DC | KC | CHI | SEA | HOU | CLB | LA | NE | COL | NY | TOR | RSL | LA | NE | SEA | NY | DC | KC | SJ | CHI | HOU |
| Chivas USA | 1-2 | 2-0 | 1-2 | 0-0 | 0-2 | 0-1 | 0-2 | 1-0 | 0-1 | 2-2 | 1-1 | 3-2 | 0-1 | 0-1 | 1-2 | 1-0 | 0-2 | 0-4 | 2-0 | 0-2 | 0-4 | 0-1 | 0-2 | 0-0 | 1-1 | 2-0 | 0-2 | 2-2 | 0-1 | 3-2 |
| Colorado Rapids | CHV | KC | LA | CLB | HOU | LA | RSL | NE | SEA | NY | RSL | DC | DAL | SEA | CHI | DAL | DC | NY | CLB | CHV | CHI | HOU | TOR | TOR | SJ | SJ | KC | NE | DAL | RSL |
| Colorado Rapids | 1-2 | 1-2 | 3-2 | 1-1 | 0-1 | 1-1 | 0-2 | 1-1 | 2-2 | 3-2 | 1-1 | 0-3 | 1-1 | 0-3 | 2-1 | 0-1 | 1-3 | 0-4 | 1-0 | 0-4 | 2-3 | 0-1 | 0-1 | 2-3 | 1-1 | 1-1 | 0-0 | 1-1 | 1-2 | 0-3 |
| Columbus Crew | HOU | TOR | RSL | CHV | COL | CHI | TOR | KC | LA | SJ | SEA | KC | CHV | DAL | NY | DC | CHI | RSL | TOR | COL | SJ | DAL | NY | HOU | CHI | LA | SEA | NE | DC | NE |
| Columbus Crew | 1-1 | 1-1 | 1-4 | 1-2 | 1-1 | 2-2 | 1-1 | 2-3 | 1-1 | 1-2 | 1-1 | 2-0 | 1-2 | 1-2 | 0-1 | 1-1 | 0-0 | 1-3 | 2-3 | 1-0 | 3-0 | 0-2 | 0-1 | 1-2 | 2-2 | 0-2 | 1-0 | 1-0 | 0-1 | 1-0 |
| D.C. United | LA | CHI | HOU | RSL | NE | NY | DAL | KC | TOR | CHV | RSL | NE | NY | CHI | SEA | COL | CLB | COL | SJ | HOU | TOR | LA | CHI | DAL | KC | SEA | SJ | CHV | CLB | KC |
| D.C. United | 2-2 | 1-1 | 0-1 | 1-2 | 1-1 | 3-2 | 1-2 | 1-1 | 3-3 | 2-2 | 0-0 | 1-2 | 0-2 | 1-2 | 3-3 | 0-3 | 1-1 | 1-3 | 2-2 | 3-4 | 0-2 | 0-0 | 1-0 | 2-2 | 0-1 | 2-1 | 2-1 | 2-0 | 0-1 | 2-2 |
| FC Dallas | CHI | CHV | NE | TOR | TOR | CHV | DC | HOU | SEA | LA | CHI | SJ | HOU | CLB | COL | NY | COL | RSL | KC | HOU | CLB | NY | DC | LA | KC | RSL | NE | SJ | COL | SEA |
| FC Dallas | 3-1 | 2-0 | 1-2 | 1-1 | 2-3 | 0-2 | 1-2 | 0-1 | 1-1 | 1-1 | 3-0 | 2-2 | 3-1 | 1-2 | 1-1 | 1-2 | 0-1 | 2-4 | 0-6 | 0-1 | 0-2 | 2-3 | 2-2 | 6-3 | 2-3 | 0-3 | 0-1 | 2-1 | 1-2 | 1-2 |
| Houston Dynamo | CLB | SJ | DC | NY | COL | NE | DAL | NY | SJ | TOR | CHI | CHV | DAL | RSL | LA | KC | SEA | TOR | NE | DC | DAL | CHI | RSL | SEA | COL | CLB | RSL | KC | LA | CHV |
| Houston Dynamo | 1-1 | 2-3 | 0-1 | 0-0 | 0-1 | 2-0 | 0-1 | 1-1 | 1-3 | 0-3 | 1-0 | 0-1 | 3-1 | 1-1 | 0-1 | 1-0 | 1-2 | 1-1 | 1-0 | 3-4 | 1-0 | 2-3 | 0-0 | 1-1 | 0-1 | 1-2 | 2-3 | 1-1 | 0-0 | 3-2 |
| Kansas City Wizards | TOR | COL | SJ | SEA | CHI | NY | TOR | DC | CLB | RSL | CHV | LA | CLB | NE | HOU | NE | LA | DAL | CHI | SJ | RSL | NE | DC | NY | DAL | COL | HOU | CHV | SEA | DC |
| Kansas City Wizards | 3-2 | 1-2 | 0-2 | 1-0 | 2-2 | 0-1 | 0-1 | 1-1 | 2-3 | 2-0 | 1-1 | 1-1 | 2-0 | 1-3 | 1-0 | 0-0 | 1-1 | 0-6 | 2-0 | 0-1 | 1-0 | 4-2 | 0-1 | 1-0 | 2-3 | 0-0 | 1-1 | 0-2 | 3-2 | 2-2 |
| Los Angeles Galaxy | DC | COL | CHV | SJ | COL | NY | RSL | SEA | CLB | DAL | KC | TOR | RSL | SJ | HOU | NE | CHV | NY | KC | NE | SEA | CHI | DC | CHV | DAL | TOR | CLB | CHI | HOU | SJ |
| Los Angeles Galaxy | 2-2 | 3-2 | 0-0 | 1-1 | 1-1 | 0-1 | 2-2 | 1-1 | 1-1 | 1-1 | 1-1 | 2-1 | 2-0 | 1-2 | 0-1 | 0-1 | 1-0 | 3-1 | 1-1 | 2-1 | 2-0 | 2-0 | 0-0 | 0-1 | 6-3 | 0-2 | 0-2 | 0-1 | 0-0 | 0-2 |
| New England Revolution | SJ | NY | DAL | DC | RSL | HOU | CHI | COL | TOR | DC | NY | KC | LA | KC | CHV | HOU | TOR | LA | SEA | RSL | SJ | KC | CHV | NY | SEA | DAL | COL | CLB | CHI | CLB |
| New England Revolution | 1-0 | 1-1 | 1-2 | 1-1 | 0-6 | 2-0 | 1-1 | 1-1 | 1-3 | 1-2 | 0-4 | 1-3 | 0-1 | 0-0 | 0-2 | 1-0 | 1-1 | 2-1 | 1-0 | 1-3 | 1-2 | 4-2 | 0-2 | 1-1 | 1-2 | 0-1 | 1-1 | 1-0 | 0-0 | 1-0 |
| New York Red Bulls | SEA | NE | CHI | HOU | RSL | KC | DC | LA | SJ | HOU | CHI | COL | DC | NE | TOR | SEA | TOR | CLB | DAL | LA | COL | CHV | DAL | CLB | KC | NE | CHV | SJ | RSL | TOR |
| New York Red Bulls | 0-3 | 1-1 | 0-1 | 0-0 | 0-2 | 0-1 | 3-2 | 0-1 | 1-4 | 1-1 | 1-0 | 3-2 | 0-2 | 0-4 | 1-3 | 1-1 | 0-2 | 0-1 | 1-2 | 3-1 | 0-4 | 2-0 | 2-3 | 0-1 | 1-0 | 1-1 | 1-1 | 0-1 | 0-2 | 0-5 |
| Real Salt Lake | SEA | CLB | DC | NY | NE | COL | LA | CHV | KC | DC | SJ | COL | LA | HOU | TOR | SJ | CLB | DAL | CHI | SEA | HOU | NE | CHV | KC | CHI | HOU | DAL | NY | TOR | COL |
| Real Salt Lake | 0-2 | 1-4 | 1-2 | 0-2 | 0-6 | 0-2 | 2-2 | 0-1 | 2-0 | 0-0 | 1-2 | 1-1 | 2-0 | 1-1 | 0-3 | 1-1 | 1-3 | 2-4 | 0-1 | 0-1 | 0-0 | 1-3 | 0-4 | 1-0 | 1-1 | 2-3 | 0-3 | 0-2 | 0-1 | 0-3 |
| San Jose Earthquakes | NE | HOU | KC | CHI | LA | SEA | CHV | NY | HOU | CLB | RSL | DAL | SEA | LA | RSL | TOR | CHI | DC | SEA | CLB | KC | NE | COL | COL | DC | NY | DAL | TOR | CHV | LA |
| San Jose Earthquakes | 1-0 | 2-3 | 0-2 | 3-3 | 1-1 | 0-2 | 1-0 | 1-4 | 1-3 | 1-2 | 1-2 | 2-2 | 1-2 | 1-2 | 1-1 | 3-1 | 0-2 | 2-2 | 0-4 | 3-0 | 0-1 | 1-2 | 1-1 | 1-1 | 2-1 | 0-1 | 2-1 | 1-1 | 2-2 | 0-2 |
| Seattle Sounders FC | NY | RSL | TOR | KC | CHV | SJ | CHI | LA | DAL | COL | CLB | CHV | SJ | DC | NY | COL | HOU | CHI | SJ | RSL | LA | NE | HOU | TOR | DC | CHV | NE | CLB | KC | DAL |
| Seattle Sounders FC | 0-3 | 0-2 | 2-0 | 1-0 | 0-2 | 0-2 | 1-1 | 1-1 | 1-1 | 2-2 | 1-1 | 0-1 | 1-2 | 3-3 | 1-1 | 0-3 | 1-2 | 0-0 | 0-4 | 0-1 | 2-0 | 1-0 | 1-1 | 0-0 | 2-1 | 0-0 | 1-2 | 1-0 | 3-2 | 1-2 |
| Toronto FC | KC | CLB | SEA | DAL | DAL | CHV | KC | CLB | DC | CHI | NE | HOU | LA | NY | NY | RSL | SJ | HOU | CLB | NE | DC | CHV | SEA | COL | COL | LA | CHI | SJ | RSL | NY |
| Toronto FC | 3-2 | 1-1 | 2-0 | 1-1 | 2-3 | 0-1 | 0-1 | 1-1 | 3-3 | 2-0 | 1-3 | 0-3 | 2-1 | 1-2 | 0-2 | 0-3 | 3-1 | 1-1 | 2-3 | 1-1 | 0-2 | 0-2 | 0-0 | 0-1 | 2-3 | 0-2 | 2-2 | 1-1 | 0-1 | 0-5 |

## Classificações

### Temporada Regular

#### Conferência Leste
| Conferências leste |                        |     |    |    |    |    |    |    |       |
| Pos                | Clube                  | Pts | P  | V  | D  | E  | GP | GC | Saldo |
| 1                  | Columbus Crew          | 49  | 30 | 13 | 7  | 10 | 41 | 31 | +10   |
| 2                  | Chicago Fire           | 45  | 30 | 11 | 7  | 12 | 39 | 34 | +5    |
| 3                  | New England Revolution | 42  | 30 | 11 | 10 | 9  | 33 | 37 | −4    |
| 4                  | D.C. United            | 40  | 30 | 9  | 8  | 13 | 43 | 44 | −1    |
| 5                  | Toronto FC             | 39  | 30 | 10 | 11 | 9  | 37 | 46 | −9    |
| 6                  | Kansas City Wizards    | 33  | 30 | 8  | 13 | 9  | 33 | 42 | −9    |
| 7                  | New York Red Bulls     | 21  | 30 | 5  | 19 | 6  | 27 | 47 | −20   |

|  | |
|  | Classificados para os playoffs diretamente |
|  | Classificados para os playoffs por obterem uma das quatro maiores médias de pontos, independente da conferência, entre os não classificados diretamente |

### Conferência Oeste
| Conferência Oeste' |                      |     |    |    |    |    |    |    |       |
| Pos                | Clube                | Pts | P  | V  | D  | E  | GP | GC | Saldo |
| 1                  | Los Angeles Galaxy   | 48  | 30 | 12 | 6  | 12 | 36 | 31 | +5    |
| 2                  | Houston Dynamo       | 48  | 30 | 13 | 8  | 9  | 39 | 29 | +10   |
| 3                  | Seattle Sounders FC  | 47  | 30 | 12 | 7  | 11 | 38 | 29 | +9    |
| 4                  | Chivas USA           | 45  | 30 | 13 | 11 | 6  | 34 | 31 | +3    |
| 5                  | Real Salt Lake       | 40  | 30 | 11 | 12 | 7  | 43 | 35 | +8    |
| 6                  | Colorado Rapids      | 40  | 30 | 10 | 10 | 10 | 42 | 38 | +4    |
| 7                  | FC Dallas            | 39  | 30 | 11 | 13 | 6  | 50 | 47 | +4    |
| 8                  | San Jose Earthquakes | 30  | 30 | 7  | 14 | 9  | 36 | 50 | −14   |

|  | |
|  | Classificados para os playoffs diretamente |
|  | Classificados para os playoffs por obterem uma das quatro maiores médias de pontos, independente da conferência, entre os não classificados diretamente |

## Playoffs
|  | Semi-Finais de Conferência | Semi-Finais de Conferência | Semi-Finais de Conferência | Semi-Finais de Conferência | Semi-Finais de Conferência |   |                        | Finais de Conferência | Finais de Conferência | Finais de Conferência | Finais de Conferência | Finais de Conferência |  |  | MLS Cup | MLS Cup        | MLS Cup | MLS Cup | MLS Cup |
|  |                            |                            |                            |                            |                            |   |                        |                       |                       |                       |                       |                       |  |  |         |                |         |         |         |
|  | 1                          | Columbus Crew              | 0                          | 2                          | −                          |   |                        |                       |                       |                       |                       |                       |  |  |         |                |         |         |         |
|  | 4                          | Real Salt Lake             | 1                          | 3                          | −                          |   |                        |                       |                       |                       |                       |                       |  |  |         |                |         |         |         |
|  | 4                          | Real Salt Lake             | 1                          | 3                          | −                          |   | 1                      | Real Salt Lake        | 0(5)                  | −                     | −                     |                       |  |  |         |                |         |         |         |
|  | Conferência Leste          |                            |                            |                            |                            |   | 1                      | Real Salt Lake        | 0(5)                  | −                     | −                     |                       |  |  |         |                |         |         |         |
|  |                            | 3                          | Chicago Fire               | 0(4)                       | −                          | − |                        |                       |                       |                       |                       |                       |  |  |         |                |         |         |         |
|  | 2                          | 3                          | Chicago Fire               | 0(4)                       | −                          | − | New England Revolution | 2                     | 0                     | −                     |                       |                       |  |  |         |                |         |         |         |
|  | 2                          |                            |                            |                            |                            |   | New England Revolution | 2                     | 0                     | −                     |                       |                       |  |  |         |                |         |         |         |
|  | 3                          | Chicago Fire               | 1                          | 2                          | −                          |   |                        |                       |                       |                       |                       |                       |  |  |         |                |         |         |         |
|  |                            |                            |                            |                            |                            |   |                        |                       |                       |                       |                       |                       |  |  | L1      | Real Salt Lake | 1(5)    |         |         |
|  |                            |                            | O4                         | LA Galaxy                  | 1(4)                       |   |                        |                       |                       |                       |                       |                       |  |  |         |                |         |         |         |
|  | 1                          | LA Galaxy                  | 2                          | 1                          | −                          |   |                        |                       |                       |                       |                       |                       |  |  |         |                |         |         |         |
|  | 4                          | Chivas USA                 | 2                          | 0                          | −                          |   |                        |                       |                       |                       |                       |                       |  |  |         |                |         |         |         |
|  | 4                          | Chivas USA                 | 2                          | 0                          | −                          |   | 4                      | LA Galaxy             | 2                     | −                     | −                     |                       |  |  |         |                |         |         |         |
|  | Conferência Oeste          |                            |                            |                            |                            |   | 4                      | LA Galaxy             | 2                     | −                     | −                     |                       |  |  |         |                |         |         |         |
|  |                            | 3                          | Chicago Fire               | 0                          | −                          | − |                        |                       |                       |                       |                       |                       |  |  |         |                |         |         |         |
|  | 2                          | 3                          | Chicago Fire               | 0                          | −                          | − | Seattle Sounders FC    | 0                     | 0                     | −                     |                       |                       |  |  |         |                |         |         |         |
|  | 2                          |                            |                            |                            |                            |   | Seattle Sounders FC    | 0                     | 0                     | −                     |                       |                       |  |  |         |                |         |         |         |
|  | 3                          | Houston Dynamo             | 0                          | 1                          | −                          |   |                        |                       |                       |                       |                       |                       |  |  |         |                |         |         |         |

| MLS 2009                            |
| ----------------------------------- |
| Real Salt Lake Campeão (1.º título) |